# Església parroquial de Sant Honorat (Vinalesa)
L'església de Sant Honorat de Vinalesa, és una construcció neoclàssica amb elements del barroc-rococó del segle xviii.

## Descripció
- Façana:

Té una àmplia façana de frontó corb. La porta és en llinda, emmarcada per dos parells de pilastres i a dalt amb fris de tríglifs; damunt fornícula de mig punt rematada per frontó triangular; en la fornícula hi ha una imatge pètria del titular. En la llinda hi ha una cartel·la amb anagrama. El sòcol és de maó i carreu. En el frontó, l'òcul és oval. Va ser restaurada en 1993 i es van col·locar adorns esgrafiats formant garlandes. A l'esquerra de la façana, es troba una gran torre que domina la vega amb dos cossos i una cúpula. En el primer cos, els filets són esgrafiats i emmarquen tres sageteres. En el segon, hi ha buits de mig punt entre pilastres adossades, on se situen les campanes. A la dreta de la façana, hi ha un altre cos de torre inconclusa, rematat per pinacles, en el qual se situa l'esfera del rellotge.
En l'entrada hi ha un ampli atri, amb les mateixes dimensions que el cor alt, amb tres portes, una de fusta i dues petites envidrades per les quals s'accedeix a l'interior del temple; i una altra porta lateral per accedir al cor i la torre.
- Interior:

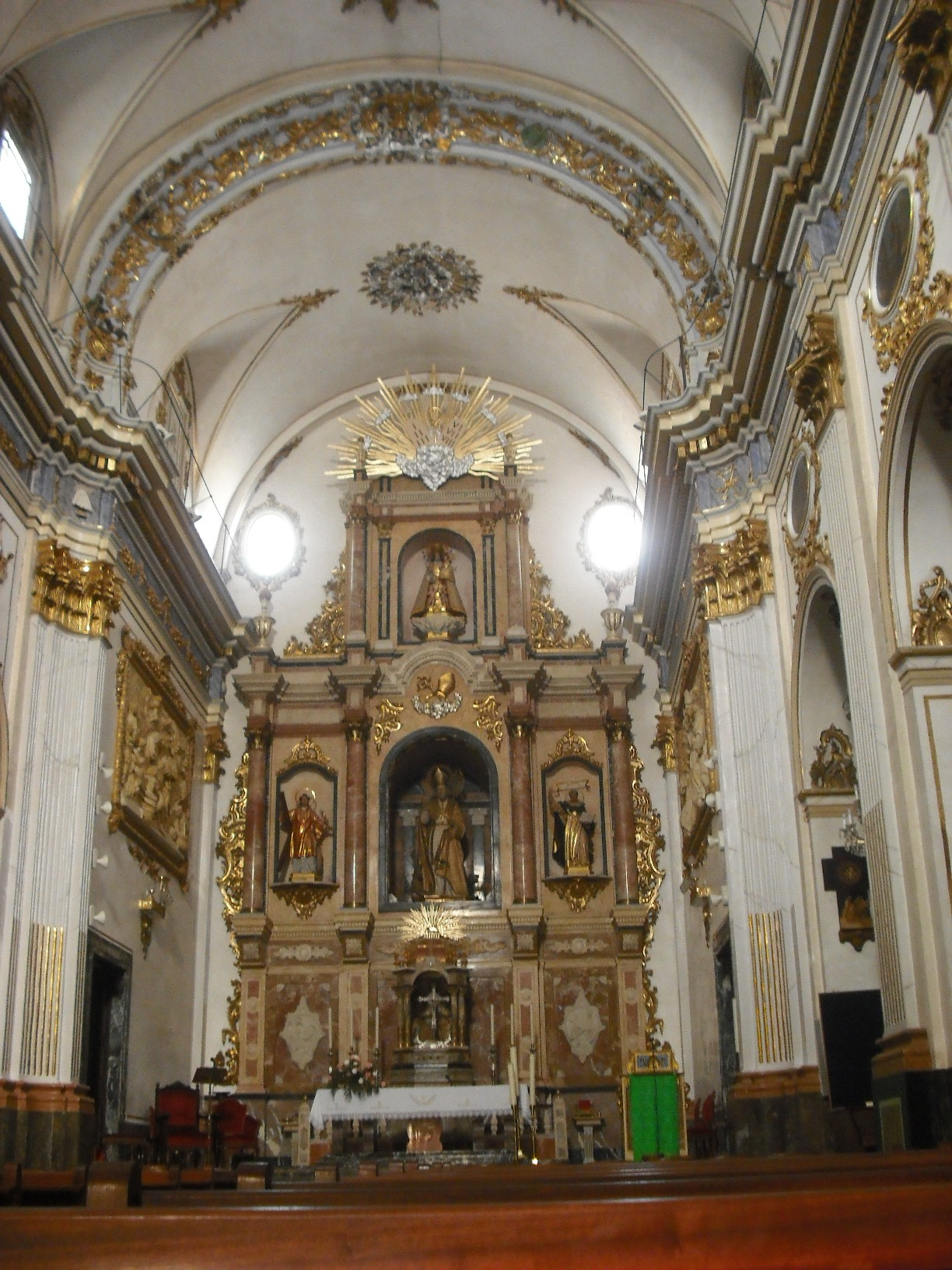
Nau central i altar major.

L'interior compta amb tres naus. La central és de volta de canó amb sis trams: el del presbiteri, els quatre de les capelles laterals i el del cor sobre el vestíbul. A banda i banda de la volta, hi ha finestres emmarcades en rocalles daurades, amb vidrieres en les vuit centrals i pintures imitant-les en les quatre restants que són cegues. Cadascun té al centre el símbol d'un apòstol. Sota el símbol, hi ha un cartell amb el nom de l'apòstol en valencià. Aquestes vidrieres es van col·locar en 1996. En la part superior de cada tram, adorns circulars de rocalla daurada, i un gran arc en el del presbiteri, amb petites imatges d'àngels i sants en relleu, també de belles rocalles policromades i daurades.
A banda i banda de la nau central, hi ha pilastres amb capitells composts i cornisa amb galeria. Totes les parets i la volta tenen un fons d'estuc blanc, i els sòcols d'estuc blanc marbrat. Algunes parts han estat repintades damunt.
La decoració de la nau central es completa amb ovals sobre l'extradós dels arcs que donen pas a les vuit capelles laterals, emmarcats amb rocalles daurades, en els quals hi ha una sèrie d'olis sobre llenç, de l'academicisme valencià del s. XVIII, amb escenes de la vida de Sant Honorat. Entre aquests ovals i la cornisa hi ha una sanefa amb simbologia litúrgic-sacerdotal.
En les dues naus laterals estan les capelles comunicades amb arcs de descàrrega; les seues voltes són bufades. Al costat del vestíbul a la dreta, en la part de la torre inconclusa, està el baptisteri, amb pila de marbre i quadre sobre llenç representant el baptisme de Jesús.
- Presbiteri:

En el presbiteri, hi ha un gran retaule de marbre, amb adorns metàl·lics i de fusta, posterior a 1939. En la part inferior, està el templet per a l'exposició del Santíssim, on ordinàriament es col·loca la creu processional platejada.
En els murs laterals del presbiteri, hi ha dos grans relleus d'estuc amb marc daurat, d'estil acadèmic, que representen la mort i glorificació del sant titular.
- Retaules:

Els retaules de les capelles laterals són de fusta policromada i orada, excepte el situat al costat de l'entrada de la sagristia que és de marbre.
- Capella de la Comunió i sagristia:

La capella de la comunió queda a l'esquerra del presbiteri amb accés des d'aquest, des de darrere del sagrari i des de la nau lateral. La planta és rectangular, la volta és bufada, té dos trams i presbiteri, llunetes i cornisa denticulada.
La sagristia queda a la dreta del presbiteri amb accés des d'aquest i des de la nau lateral. La planta és rectangular amb volta de canó. Destaca una campana amb data de 1803. Està encaixonat amb ornaments de fusta amb adorns de talla i amb dosser per a la imatge del crucificat.